# Tylophora rupicola
Tylophora rupicola är en oleanderväxtart som beskrevs av P.I. Forster. Tylophora rupicola ingår i släktet Tylophora och familjen oleanderväxter. Inga underarter finns listade i Catalogue of Life.